# Plebejus linea
Plebejus linea är en fjärilsart som beskrevs av Tutt 1909. Plebejus linea ingår i släktet Plebejus och familjen juvelvingar. Inga underarter finns listade i Catalogue of Life.